# Pick Szeged
Pick Szeged — угорська харчова компанія, яка виробляє м'ясну продукцію, зокрема свій сорт ковбаси «Зимова салямі». Компанія заснована в 1869 році зі штаб-квартирою в Сегеді, Угорщина. Pick Szeged є головним спонсором одноіменного гандбольного клубу.

## Історія компанії
Виробництво зимової салямі в Угорщині започаткував Марк Пік, який 1869 року заснував фабрику в Сегеді. Спочатку це була невелика фабрика, просто вона постійно розросталась. Об'єми виробництва постійно збільшувались, тому 1883 року він навіть запросив на роботу італійських працівників. 1885 року розпочалось серійне виробництво салямі. 1892 року Марк Пік помер, проте його справу продовжили вдова та сини. 1906 року вони придбали сусідню фабрику з виробництва салямі, яка незадовго перед тим збанкрутувала. Таким чином величезна площа біля річки Тиси, де найкраще вирощувати свиней, опинилась у Піків. Жено Пік, старший син Марка, почав вкладати гроші в рекламу та в оновлення фабрики, що зробило фабрику ще більш успішною. Між двома світовими війнами, фабрика Піків стала важливої ланкою в харчовій галузі Угорщини та світовим брендом.

## Про салямі
Зимова салямі Сегеду — це традиційний продукт, який робиться з суміші нежирного свинного м'яса та сала, приправлений за таємним рецептом. Суміш заливають в оболочку, потім піддають холодному копченню, висушуванню та дозріванню. Насамкінець, салямі покривають пліснявою.
Перші зимові салямі робились з ослиного м'яса. Проте досить скоро в Угорщині не було достатньо ослів для цього. Таким чином фабрики перелаштувались на свинину.
Одна з основних характеристик салямі компанії Pick — поява шару плісняви при висушуванні і дозріванні. Плісняві потрібна низька температура та достатня вологість для заспокоєння, тому заводи з виробництва ковбаси будувались на берегах річок. Технологія охолодження, введена наприкінці 1950-х років, дозволила гарантувати довгий термін зберігання, тому зимова салямі зберегла тільки назву від свого «сезонного»  характеру.